# Konoe Tsunehira
Konoe Tsunehira (近衛 経平, [[[1287]] - 1318] Erro: {{japonês}}: texto da transliteração contém caractere não latino (pos 19) (ajuda)), segundo filho de Iemoto, era um kuge (nobre da corte japonesa)  do período Kamakura da História do Japão. Mototsugu foi seu filho.

## Histórico
Tsunehira foi classificado como jusanmi (funcionário de terceiro escalão júnior) em 1295 durante o reinado do Imperador Fushimi. Em 1301 no reinado do Imperador Go-Nijo foi nomeado Chūnagon. Em 1309 no reinado do Imperador Hanazono promovido a Naidaijin. Em 1313  promovido a Udaijin. Em 1315 é classificado como shōichii (primeiro escalão pleno) e em 1316 nomeado Sadaijin. E em 1318 foi nomeado tutor imperial (Tōgū-no-fu) do Príncipe Imperial Tsuneyoshi por poucos meses, vindo a falecer em seguida. Entre 1315 e 1318 ocupou a liderança do clã.